# Слободан Петровський
Слободан Петровський (сербохорв. Slobodan Petrovski; нар. 1949, Бітола, Македонія) — хорватський письменник у жанрі наукової фантастики. Почав публікувати оповідання і новели в середині 1980-х рр. у науково-фантастичному журналі «Sirius», який виходив у видавництві газети «Vjesnik». Дебютував у 114-му числі часопису «Sirius» за грудень 1985 р. новелою «Міст», яка залишилася його найвідомішим твором, за який він 1986 року отримав нагороду «SFERA». Багато пізніших оповідань наслідували подібну модель філософського трактування науково-фантастичних мотивів («Садівник», «Сансай»). Протягом 90-х рр. писав гумористичний детективний цикл про андроїдів (Bay, bay, blondie). Цей цикл, як і низка інших його новел, доступний на електронному фензині NOSF (www.nosf.net). Він також публікував оповідання у додатку «Zabavnik» до газети «Jutarnji list». За свої науково-фантастичні оповідання нагороджувався у Бельгії та Франції.

## Найбільш відомі оповідання
- Міст (хорв. Most; «Sirius», № 114)
- Ефемериди (хорв. Efemeridi; «Sirius», № 118)
- OM6 («Sirius», № 124)
- Покара (хорв. Kazna; «Sirius», № 140)
- Тунель (хорв. Tunel; «Sirius», № 145)
- Садівник (хорв. Vrtlar; «Futura», № 65, 1998)
- Сансаї (хорв. Sansai; «Futura», № 74, 1998)